# Station La Chaumusse - Fort-du-Plasne
Station La Chaumusse - Fort-du-Plasne is een spoorweghalte in de Franse gemeente La Chaumusse nabij Fort-du-Plasne.
Zij wordt bediend door treinen van het netwerk   TER Bourgogne-Franche-Comté op het traject Besançon - Saint-Claude.